# Mak Grgić
Mak Grgić, slovenski kitarist in glasbeni pedagog, * 7.3.1987.
Je trikratni nominiranec za nagrado Grammy. 

## Šolanje
Leta 1997 se je vpisal v Glasbeno šolo Franca Šturma v Ljubljani. Čeprav je sprva razmišljal o klavirju ali violini, je na očetov predlog izbral kitaro pri prof. Antonu Črnuglju. Študiral je v Zagrebu pri prof. Anteju Čagalju na Konservatoriju Elly Bašić, in nato na Dunaju na Univerzi za glasbo in upodabljajočo umetnost na Dunaju, kjer je diplomiral pri prof. Alvara Pierrija. Podiplomski študij je nadaljeval na USC Thornton School of Music v ZDA pri prof. Williamu Kanengiserju, doktorat pa na Univerzi v Los Angelesu pod mentorstvom Scotta Tennanta.

## Delo
Štiri leta je bil član Zagrebškega kitarskega kvarteta. Na prošnjo Scotta Tennanta je posnel skladbe za DVD k novi izdaji njegovega učbenika za kitaro Pumping Nylon. Nastopil je s simfoničnim orkestrom iz St. Peterburga. Koncertiral je v stockholmski Konserthusetu, Nacionalni umetnostni galeriji v Washingtonu, z bratoma Assad v Newmanovem centru uprizoritvenih umetnosti v Denverju. Je asistent predavatelj na Thornton School of Music.

## Zanimivosti
- Mak Grgić je ime dobil po bosanskem pesniku Maku Dizdarju.
- Posebej za Maka Grgića sta skladbi napisala Payton MacDonald (Alarm Will Sound) in Nejc Kuhar (Sonata št. 1).
- Leta 2021 je bil nominiran za ameriško glasbeno nagrado Grammy.[2]